# Sophus Ruge
Sophus Ruge (Dorum, Hanôver, 26 de Março de 1831 – Klotzsche, 23 de Dezembro de 1903) foi um geógrafo e historiador que se especializou no estudo da época dos Descobrimentos europeus, tendo publicado diversas obras sobre os Descobrimentos portugueses. Os seus estudos dão uma visão diferente da tradicionalmente seguida em Portugal, tendo boa parte merecido tradução para português e sido influentes no desenvolvimento da historiografia portuguesa.

## Biografia
Nascido na localidade frísia de Dorum, próximo de Geestemünde, no então Reino de Hanover, Sophus Ruge estudou em Göttingen e Halle, habilitando-se em 1872 como docente na Escola Politécnica de Dresden, passando a exercer a partir de 1872 como professor de Geografia e Etnografia na Technische Hochschule de Dresden, cargo que manteria até falecer.
Ruge realizou a revisão e actualização de numerosas obras destinadas ao ensino. A partir de 1878 publicou a Die Geschichte der Erdkunde (Historia da Geografia), fundada por Oscar Peschel, e a partir de 1887 Die Erdbeschreibung (A Descrição da Terra), fundada por Franz Heinrich Ungewitter.
Tomou a seu cargo produzir uma segunda edição revista e aumentada da Geschichte der Erdkunde (História da Geografia), de O. Peschel, que publicou em 1877 e que lhe granjeou o reconhecimento e a consideração do geógrafos e historiadores da época. Uma obra mais pessoal, a Geschichte des Zeitalters des Entdeckungen (História da Época dos Descobrimentos), aparecida em 1881-1883 na Colecção Oncken, consagrou a sua reputação como historiador da geografia.
Ao longo de toda a sua carreira, publicou um grande números de obras sobre a história do conhecimento geográfico, incluindo um importante estudo de 1903 sobre os descobrimentos portugueses em África e sobre o descobrimento dos Açores.
Foi um dos críticos mais escutados na área da historiografia da expansão europeia, com uma notável erudição e segurança nas suas opiniões. Colaborou intensamente nos periódicos Petermanns Mitteilungen e Jahrbuch de Wagner, onde deixou uma importante contribuição dispersa.
Em 1863 Ruge fundou a Dresdner Verein für Erdkunde (Sociedade de Geografia de Dresden), à qual presidiu durante cerca de três décadas. Era membro da Kgl. Sächsischen Gesellschaft der Wissenschaften zu Leipzig (Academia Real das Ciências de Leipzig), da Sächsischen Akademie der Wissenschaften (Academia das Ciências da Saxónia) e de múltiplas outras sociedades geográficas alemãs e estrangeiras.
O Prof. Dr. Sophus Ruge faleceu a 23 de Dezembro de 1903, em Klotzsche, arredores de Dresden, com 72 anos de idade. Está sepultado no Alten Friedhof Klotzsche (Velho Cemitério de Klotzsche).

## Obras publicadas
- Geschichte des Zeitalters der Entdeckungen (Berlim 1881-83)
- Abhandlungen und Vorträge zur Geschichte der Erdkunde (Dresden 1888)
- Historia da Época dos descobrimentos, versão portugueza revista, ampliada e instruída com numerosas notas relativas á epopeia maritima portugueza por Manuel d'Oliveira Ramos, Aillaud e Bertrand, Lisboa, 1927.
- História da época dos descobrimentos,  tradução e prefácio de Manuel d'Oliveira, Aillaud e Bertrand, Lisboa, 1900.
- Columbus, Hofmann & Co., Berlim, 1902.
- Die Entwicklung der Kartographie von Amerika bis 1570, Nachdruck Hildesheim/Nieuwkoop 1962 d. Ausg., Gota, 1892.
- Kleine Geographie. Für die untere Lehrstufe in drei Jahreskursen. Erster Jahreskursus: Deutschland, G. Schönfeld´s Verlagsbuchhandlung, Dresden, 1877.
- Norwegen: Land und Leute - Monographien zur Erdkunde in Verbindung mit hervorragenden Fachgelehrten herausgegeben von A.Scobel, vol. III, Velhagen & Klasing, Bielefeld/Leipzig, 1899.
- Dresden und die Sächsische Schweiz, Velhagen & Klasing, Bielefeld und Leipzig, 1903.
- Die Entdeckungsgeschichte der Neuen Welt, 1892.
- Die erste Landesvermessung des Kurstaates Sachsen von Matthias Oeder, 1889.
- Columbus, Harper's New Monthly Magazine, Columbus, October 1892.
- Die Entdeckung der Azoren, pp. 149-180 (esp. 178-179), 27th Jahresbericht des Vereins für Erdkunde, Dresden, 1901.